# Annesorhiza thunbergii
Annesorhiza thunbergii är en flockblommig växtart som beskrevs av Brian Laurence Burtt. Annesorhiza thunbergii ingår i släktet Annesorhiza och familjen flockblommiga växter. Inga underarter finns listade i Catalogue of Life.